# Манкевич, Александр Васильевич
Александр Васильевич Манкевич (8 августа 1939 СССР — 30 июля 2021 Москва, Россия) — машинист ТЧ-14 Октябрьской ЖД. Установил мировой рекорд скорости для тепловозов (271 км/ч) на тепловозе ТЭП80.

## Биография
Александр Васильевич Манкевич 31 год проработал на должности машиниста в ТЧ-14, куда пришёл сразу после армии.

Основные «забеги» он делал по направлению к Прибалтике; водил пассажирские поезда на Псков, Новосокольники, Таллин.

Александр Васильевич неоднократно принимал участие в тестировании новой железнодорожной техники. 

Один только тепловоз ТЭП80 Александр Васильевич обкатывал раз восемь. Разгон, покорение новой машины, достижение скорости.
Также Александр Васильевич «обкатывал» ТЭП60, ТЭП70, ЭП200.
…ноябрь 1997 года, Любань. … В кабине … настраивается записывающее устройство, которое будет фиксировать испытания нового ЭП200 — «двоечки». Вновь Александр Васильевич в кресле машиниста. Взгляд в окно перед отправлением, гудок. Надвигаясь на рельсы, машина начинает движение — потихоньку, но уверенно набирая темп. В районе станции Бабино ёлки в окне уже мелькают. Скорость за 200. До Чудово надо ещё успеть затормозить. 100 километров в час после разгона кажутся остановкой.
Александр Васильевич Манкевич на пенсии проживал в Санкт-Петербурге.

### Рекорд

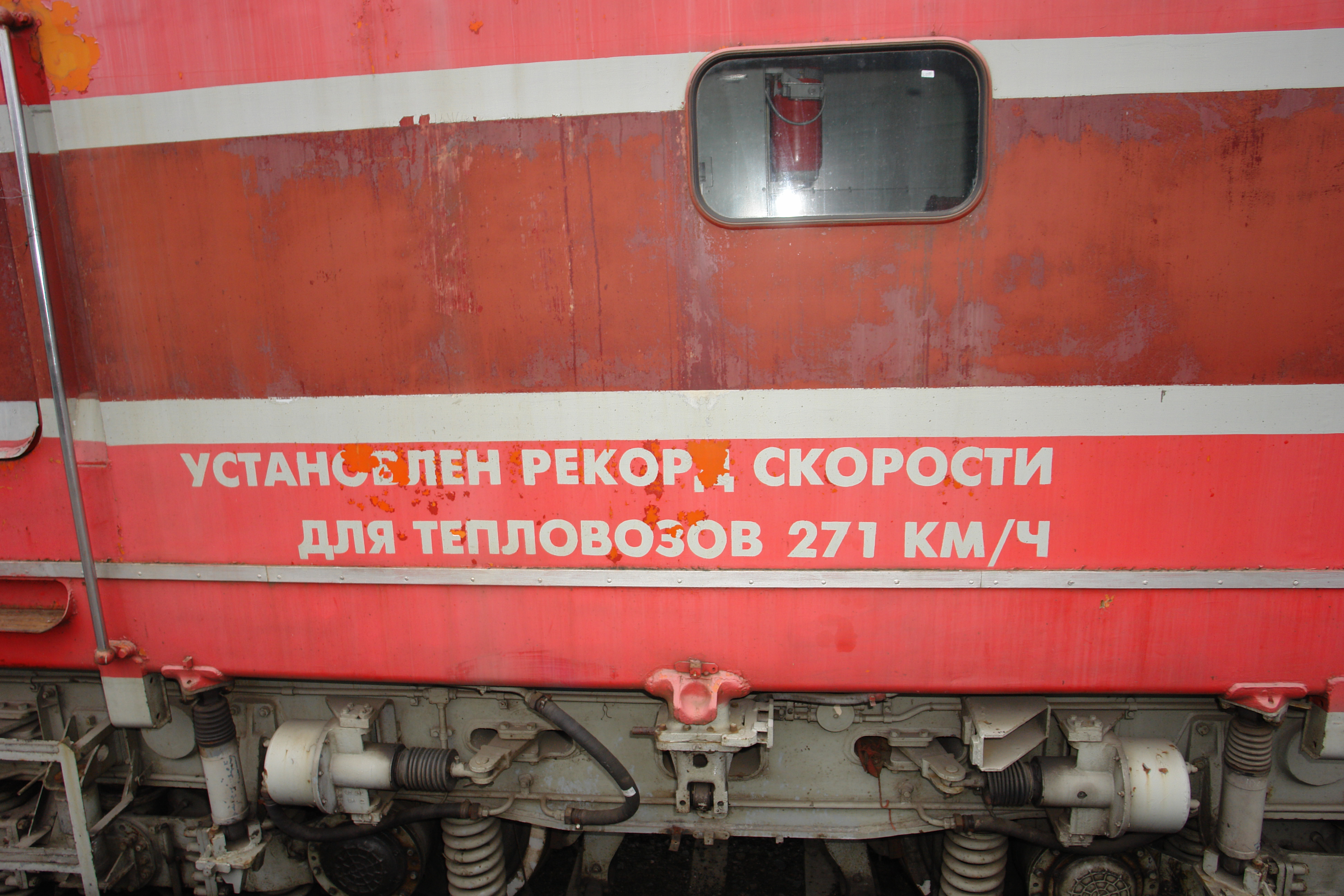
Памятная запись на кузове локомотива, свидетельствующая об установлении рекорда

Рекорд по скорости среди тепловозов был установлен машинистом Александром Манкевичем на локомотиве ТЭП80-0002, который с тех пор является мировым рекордсменом — это опытный пассажирский тепловоз, производившийся в СССР с 1988 по 1989 год на Коломенском тепловозостроительном заводе в количестве 2 (двух) экземпляров.
Рекордный заезд проходил на перегоне Шлюз — Дорошиха линии Петербург — Москва 5 октября 1993 года и составил 271 км/ч.
Запись о рекорде можно увидеть на кузове тепловоза, находящегося в данный момент в Музее железных дорог России в Санкт-Петербурге.
Рекорд установлен 5 октября 1993 года, но не занесён в «Книгу рекордов Гиннесса» и считается заявленным производителем.